# Khurd Kanchanalli, Haliyal
Khurd Kanchanalli là một làng thuộc tehsil Haliyal, huyện Uttar Kannad, bang Karnataka, Ấn Độ.